# 1625 en santé et médecine
| Années de la santé et de la médecine : 1622 - 1623 - 1624 - 1625 - 1626 - 1627 - 1628    |
| Décennies de la santé et de la médecine : 1590 - 1600 - 1610 - 1620 - 1630 - 1640 - 1650 |

Cet article présente les faits marquants de l'année 1625 en santé et médecine.

## Événements
- 27 mars : Jacques Stuart, roi d'Écosse et d'Angleterre, meurt atteint de porphyrie congénitale selon certains auteurs, mais, selon d'autres, plus probablement affecté de coliques néphrétiques dues aux calculs rénaux que l'autopsie révélera[1],[2],[3].
- 1625-1638 : En France, notamment en Anjou[4], en Bretagne[5], en Normandie, dans le Lyonnais, en Bourgogne et à Marseille, « associée à la guerre et à la disette, la peste fait de terribles ravages dans les villes et les campagnes[6] ».
- 1625-1645 : « La peste bovine frappe le bétail du royaume[6]. »

## Publications
- Le médecin et botaniste Nicolas Ager (1568-1634) fait imprimer sa thèse sur les zoophytes (Disputatio de Zoophytis[7]).
- Marco Antonio Alaimo (1590-1662) donne un ouvrage sur « la maladie contagieuse qui sévit alors à Palerme et dans le royaume de Sicile[8] ».
- Pedro Camañes, médecin catalan, fait paraître à Valence ses commentaires de l'Ad Glauconem de medendi methodo, de Galien[9].
- Sous le titre de Tétrade des plus grièves maladies de tout le cerveau[10], publication de la traduction française de la Tetras gravissimorum totius capitis affectuum[11] (1606) de Joseph du Chesne.
- Sous la signature de Jérôme Comte, « docteur grec de la cité de Constantinople », parution à Toulouse, chez Raymond Colomiez[12], d'un almanach médical intitulé Théâtre des heures planétaires à tous les jours de l'an[13].
- Giovanni Battista Cortesi (it) (1553 ? – 1633 ?), médecin bolognais, professeur à Messine, fait paraître des « Miscellanées médicinales, réparties en dix dizaines[14] ».
- Parution à Leyde, chez Isaac Elzevir (en), de l'hymne au tabac (Hymnus tabaci[15]) du médecin et poète flamand Raphaël De Thoor (en) (c. 1565 – 1625).
- Sous le titre de Sylva chirurgiae[16], Peter Uffenbach (1566-1635) donne une traduction latine de la chirurgie (1596[17]) de Gabriele Ferrara (1543-1627).
- Jean Germain, médecin et chirurgien, frère de l’ordre des Minimes, publie son « anatomie des principaux animaux comparée à celle de l'Homme » (Trattato intorno alle figure anathomiche delli piu principali aimali […] con la simpatia et convenienza que hanno […] con il corpo humano[18]).
- Édition posthume du Mirabilium naturae liber de Rudolf Goclenius le Jeune[19].
- Alonso Gomez de la Parra y Arevalo fait paraître à Madrid ses Polyanthea medicis speciosa, chirurgis mirifica, études de médecine et de chirurgie[20].
- Philibert Guybert (c.1579-1633), médecin parisien, publie son Apothicaire charitable[21] qu'il a fait précéder, en 1623, d'un Médecin charitable, les deux œuvres devant être rééditées près de soixante fois jusqu'en 1678[22].
- Johannes Hornung (fl. 1611-1625), archiatre de Georges-Frédéric, margrave de Bade-Durlach, publie sa « Corbeille médicale » (Cista Medica), recueil de lettres de médecins allemands et de préceptes de médecine chimique et galénique[23],[24].
- André Le Gros, professeur de médecine à Paris, fait paraître un régime de santé, « avec la manière de se préserver contre la peste[25] ».
- Giovanni Manelfi[26] (1581-1654) fait paraître à Rome un traité sur les fièvres, sous le titre de De febribus theoria[27].
- Bernat Mas, médecin catalan, fait imprimer à Barcelone un traité de peste sous le titre de Orde brev y regiment molt util y profitos pera preservar y curar de peste[28].
- Henri de Mello, médecin de peste de la ville de Nantes, « publi[e] sur cette maladie un traité fort apprécié à l’époque[29] », sous le titre de Vraie description de la peste, avec les moyens de s’en préserver[30].
- Traduction latine des Instituciones para el aprovechamiento y examen de los algebristas (1599), de Luis Mercado (es) (1525-1611), par Charles Le Pois (1563-1633[31]).
- René Moreau (1587-1656), médecin parisien, donne une édition de la Schola Salernitana[32] attribuée à Jean de Milan, dont Guy Patin qualifiera de « beaux et doctes » les commentaires[33].
- Parution de la traduction française[34] de la Tabacologia (1622) de Johann Neander (1596 ? – 1630 ?).
- Jean Pagès, docteur en médecine, fait paraître son ouvrage sur l'Œconomie des trois familles du monde sublunaire[35].
- Simeon Partlitz (de) (1590 – c.1640), astronome, mathématicien et médecin originaire de Bohême, fait paraître à Francfort un « système harmonique de médecine » (Medici systematis harmonici[36]).
- David de Planis Campy (1589-1644), médecin spagyriste, conseiller et chirurgien ordinaire du roi Louis XIII, publie son Epydimyomachie, ou Combat du chirurgien charitable contre la peste[37].
- Sous le titre de Quaestionum medicarum paradoxarum et endoxarum, juxta partes medicinae dispositarum centuria, Thomas Platter (1574-1628) donne une édition posthume de « questions médicales » rédigées par son demi-frère Félix[38].
- Michaël Reuden (1571-1630), médecin à Bamberg, fait imprimer une « lettre[39] à Adam Schwartz sur la gomme-gutte purgative[40] », substance récemment importée de Chine.
- Johann Conrad Rhumel (1574-1630), médecin ordinaire de la ville de Neumarkt, publie son étude sur les récentes épidémies qui ont sévi dans le Haut-Palatinat de Bavière[41].
- Galeotto Rubini dalla Mirandola, médecin à Bologne, publie un traité de peste (Trattato contra la peste nuovamente composto[42]).
- Charles Romatet, docteur en médecine, fait paraître les deux parties de sa Crisologia, qui traitent des maladies dans leur phase critique[43].
- Francisco Ruiz, médecin à Saragosse, en Espagne, publie son « Discours sur la composition du sucre rose[44] ».
- Giovanni Domenico Sala (it) (1579-1644), médecin italien, fait paraître ses réflexions « sur la nature de la médecine » (De natura medicinae libellus[45]).
- Santorio Santorio publie ses « Commentaires sur le premier chapitre du livre Ier du Canon d'Avicenne[46] ».
- Louis de Serres publie son Discours de la nature, causes, signes, et curation des empêchements de la conception, et de la stérilité des femmes[47],[48].
- Johann Stephan Strobelberger (1593 ? – 1630) et Joachim Burser (de) (1583-1639) publient une « concertation épistolaire sur la fièvre maligne ou à pétéchies[49] ».
- Johann Volck (1574–1631), médecin officiel de la ville de Gotha, en Thuringe, publie un ouvrage sur le « baume de Hanau », ou bitume de Lampertsloch[50],[51].

## Naissances
- 22 mars : Giovanni Andrea Moniglia (mort en 1700), médecin et homme de lettres italien[52].
- 13 août : Rasmus Bartholin (mort en 1698), médecin danois, surtout connu pour sa découverte et son étude, en 1669, de la biréfringence du spath d'Islande[53],[54].
- 14 septembre : Bernard Barnstorf (mort en 1686), médecin allemand, docteur de l'université de Rostock, auteur d'un ouvrage sur la palingénésie des végétaux (Programma de resuscitatione plantarum) publié après sa mort, en 1703[55].
- 12 décembre : David Gregory (en) (mort en 1720), médecin et ingénieur anglais[56],[57].
- Claude Dufour de La Crespelière (mort en 1680), médecin et poète[58],[59].

## Décès
- Septembre : Thomas Lodge (né vers  1558[60]), poète, romancier et médecin anglais, auteur d'un traité de peste (A Treatise of the Plague) publié à Londres en 1603[61],[62].
- 1625 (ou 1629[63] ?) : Raphaël De Thoor (en) (né vers 1565), médecin et homme de lettres flamand, auteur d'un poème sur le tabac (Hymnus tabaci[15]), publié pour la première fois à Leyde en 1625[64].
- Adriaan van de Spiegel (né en 1578), médecin, anatomiste et botaniste bruxellois[65].